# 雙子座6
雙子座6，又名BD+22 1220，HD 42543、SAO 78098、HR 2197，是雙子座的一颗恒星，视星等为6.39，位于銀經188.22，銀緯2.19，其B1900.0坐标为赤經6h 6m 15.3s，赤緯+22° 2.19′ 52″。